# Heodes hipponoe
Heodes hipponoe är en fjärilsart som beskrevs av Eugen Johann Christoph Esper 1779. Heodes hipponoe ingår i släktet Heodes och familjen juvelvingar. Inga underarter finns listade i Catalogue of Life.